# Magicka
Magicka é um jogo eletrônico independente de ação e aventura baseado na mitologia nórdica desenvolvido pela desenvolvedora independente Arrowhead Game Studios. O jogo foi lançado na plataforma Steam para Windows em 25 de Janeiro de 2011. Uma versão de demonstração também foi disponibilizada.

## Jogabilidade
Magicka é um jogo de RPG de ação coperativo para até quatro jogadores, mas com visão de cima-baixo. É possível com apenas um jogador (Single-Player) a até 4 jogadores ao mesmo tempo (Modo Cooperativo).
A história do jogo se passa num mundo onde um malvado mago trouxe a escuridão, sendo os jogadores assumindo o papel dos magos, que deverão parar essa força maligna. A história é dividida em treze capítulos.
Em contraste aos RPGs mais comuns, em Magicka não existem barra de magia, ou algo que limite o uso de magias especiais, existindo apenas uma barra de vida. O jogo também não se ocupa em acumular itens, mas o jogo possui livros de Magicks e armas obtidas durante o jogo.
Cada jogador é equipado com um bastão mágico e uma arma secundária, como espadas, martelos ou metralhadoras. Tanto os bastões, quanto as armas secundárias podem ser encontradas durante a aventura.

### Mágicas e Elementos
No jogo, existem oito elementos, que são utilizados para as magias. Cada magia comporta até cinco elementos ao mesmo tempo. Alguns elementos também podem se anular, enquanto outros podem se combinar.
Os elementos são Água(Q), Vida(W), Escudo(E), Gelo(R), Raio(A), Arcano(S), Terra(D) e Fogo(F)

## Adaptação para otablet
Durante uma conferência com a imprensa, em 31 de janeiro de 2013, a Paradox Interactive anunciou que estariam produzindo uma versão adapatada de Magicka para o iOS e o Android, chamado Magicka: Wizards of the Square Tablet, desenvolvido pela Ludosity. Para se acomodar à plataforma, essa versão do jogo possui animação 2D e uma visão lateral, semelhante aos jogos de beat 'em up. O jogo mantém o mesmo esquema do original, onde até quatro jogadores podem jogar em modo cooperativo e devem misturar os sete elementos à sua disposição para lançar magias. O jogo ficou marcado para ser lançado algumas semanas após o anúncio.